# Fröhlich János
Fröhlich János Hugó (Budapest, 1873. április 2. – Budapest, 1926. augusztus 29.) magyar operatőr, újságíró, filmrendező, színész, filmhíradó-szerkesztő.

## Életpályája
A budapesti egyetemen klasszika-filológiai szakon diplomázott. 1892-ben a Nemzet szerkesztőségében volt újságíró Jókai Mórral, majd Az Újságnak rendőri tudósítója lett 1904-ben. 1908-ban hetilapot indított Detektív-krónika címmel. 1912-ben rendezte első filmjét Tüzet kérek címmel. 1914-ben Fodor Aladárral megalapították az első magyar híradóvállalkozást, a Kino-riportot, ahol 1916-ig dolgozott. 1914–1918 között a híradófilmgyártásban vezető szerepe volt. 1916-ban Mozihét néven alapított vállalatot. Az 1920-as években Balla Jenővel ismét a Kino-riport vezetője volt.
Több detektívregényt is írt.

## Családja
Szülei Fröhlich János és Bombsch Amália voltak. 1899. szeptember 16-án, Budapesten, feleségül vette Lőw Kamillát.
Temetése a Fiumei úti sírkertben volt, sírhelye Bal oldali falsírboltok, B-200.

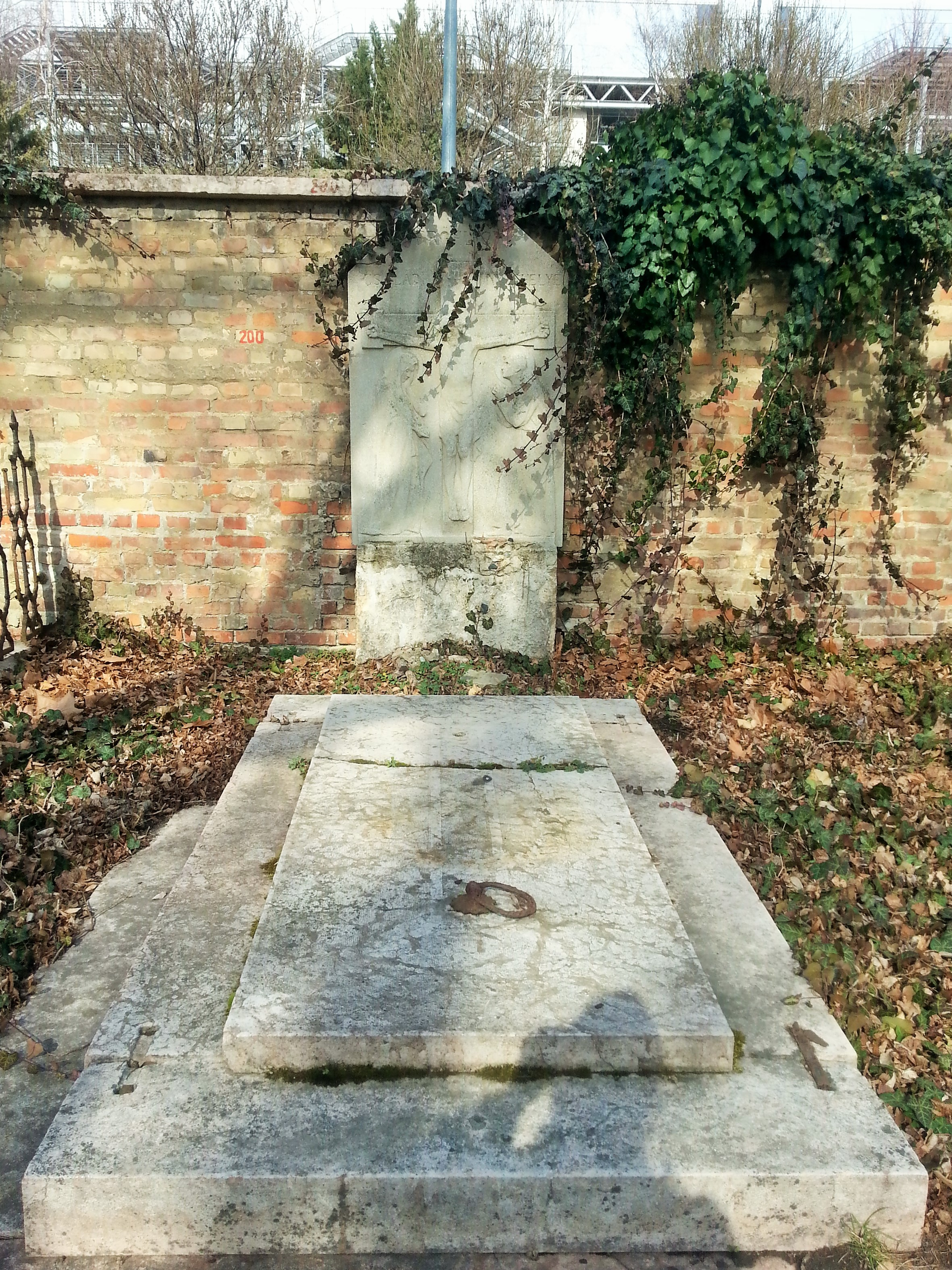
Sírja a Fiumei úti sírkertben

## Filmjei

### Producerként
- Tüzet kérek! / A pesti riporter /Egy rendőri tudósító élményeiből/ (1912; forgatókönyvíró és színész is)
- A 300 éves ember (1914)
- Pufi (Hogyan lett ünnepelt hős egy jámbor pesti férjből?) (1914)
- A budai szenzációs rablógyilkosság (1914)
- A nagyhöflányi fenevad vérengzése (1914)
- Belgrád bevétele (1914; rendező is)
- Böském (1914)
- Szerbia hadat üzen (1914)
- Pufi cipőt próbál (1914, rövid)
- Fikszírozzák a feleségem (1914)
- Egy hétig a trónörökös pár kíséretében (1915, dokumentumfilm)
- A mi vörös ördögeink (1915)
- Hőseink diadalútja Galíciában (1915; rendező és operatőr is; Illés Jenővel)
- Könyörgő kormenet fegyvereink győzelméért (1915; operatőr is)
- Magyarország a világháborúban (1916; rendező is)
- Gyermekünnepély az Auguszta-hajón (1916)
- Muki, a szoknyavadász (1916, rövid)
- Fogat fogért (1916, rövid)
- A csonkaművész (1917, dokumentumfilm; rendező is)
- Szépségverseny Siófokon (1917, dokumentumfilm; rendező is)
- Árvák imája (1922; rendező is)

### Operatőrként
- A bánat asszonya (1916)

## Művei
- A Hárshegy szelleme: megtörtént bűnügyek (1894)
- Budapesti detektív-dekameron (1910)
- Hogyan nyomoznak? (1913)
- Detektívhősök (1914)
- A porkoláb (1922)
- A négylaki ember (1923)

## Újságjai
- A házfelügyelő (1899)
- Detektív-krónika (hetilap, 1908-1910)
- Rokkant újság (1917)
- Magyar hadigondozó: rokkantak, hadiözvegyek és hadiárvák érdekeit szolgáló hetilap (1918)